# William Alcott
William Andrus Alcott (6 de Agosto de 1798 - 29 de março de 1859), foi um médico e pedagogo americano, autor de 108 livros sobre vários tópicos.

## Algumas obras
- Confessions of a School Master 1839
- The Young Man’s Guide 1834
- The Young Woman's Guide
- The Use of Tobacco: Its Physical, Intellectual, and Moral Effects on The Human System 1836
- Vegetable Diet: As Sanctioned by Medical Men, and by Experience in All Ages 1838
- Art of Good Behavior 1848
- The Young Housekeeper 1842
- Tea And Coffee: Their Physical, Intellectual And Moral Effect On The Human System And Are They Injurious?
- The Young Mother
- Adventures of Lot, the Nephew of Abraham
- Familiar letters to young men on various subjects.: Designed as a companion to The young man's guide.
- Trust in the Lord; or the Story of Elijah and the Ravens.
- Stories of Eliot and the Indians
- Lectures on Life and Health, Or, The Laws and Means of Physical Culture 1853
- The House I Live In The first Anatomy book for the general public.